# Matjaž Debelak
Matjaž Debelak (* 27. August 1965 in Braslovče) ist ein ehemaliger jugoslawischer Skispringer.
Am 22. Dezember 1985 gab Debelak in Chamonix sein Debüt im Skisprung-Weltcup. Dabei gewann er mit Platz acht auch seine ersten Weltcup-Punkte. Bei der Nordischen Skiweltmeisterschaft 1987 in Oberstdorf sprang Debelak von der Normalschanze auf den 23. Platz und von der Großschanze auf den 28. Platz.
Bei den Olympischen Winterspielen 1988 in Calgary gewann Debelak auf der Großschanze hinter Matti Nykänen und Erik Johnsen die Bronzemedaille. Im Teamspringen erreichte er gemeinsam mit Primož Ulaga, Matjaž Zupan und Miran Tepeš die Silbermedaille. Auch in beiden Springen nach den Spielen in Planica sprang er unter die besten zehn. Daraufhin wurde er 1988 als Slowenischer Sportler des Jahres ausgezeichnet. Er war der erste Skispringer nach Danilo Pudgar, der 1972 diese Auszeichnung erhielt.
Die Weltcup-Saison 1988/89 begann er mit zwei Top-10-Platzierungen in Lake Placid und Sapporo. Es waren jedoch im Weltcup seine letzten Platzierungen unter den besten zehn. Lediglich bei der Nordischen Skiweltmeisterschaft 1989 in Lahti sprang er mit Platz 6 von der Normalschanze noch einmal unter die besten zehn. Nachdem er in der Weltcup-Saison 1989/90 keinerlei Weltcup-Punkte mehr erreichen konnte, beendete er 1990 seine aktive Skisprungkarriere.